# Romuald Boulanger
Pour les articles homonymes, voir Boulanger (homonymie).
 (septembre 2023).
 (septembre 2023).
Romuald Boulanger est un réalisateur, scénariste, animateur radio, publicitaire audiovisuel français né le 4 avril 1978 à Montargis (Loiret).

## Biographie
De 1996 à 2010, il est l'un des animateurs de NRJ.
En 2001, il fonde à Paris, la société R-Lines Productions. Il produit une cinquantaine de programmes pour les chaînes W9, NRJ 12, TF6, M6, Gulli.
En 2000-2001, il anime les émissions Zapping Zone et Toolweb sur Disney Channel.
Depuis 2011, il participe à l'émission Ce soir avec Arthur présentée par Arthur sur Comédie+.
Publicitaire, Romuald Boulanger produit plus de 200 publicités pour la télévision et le cinéma.
En 2014, il coproduit le long métrage Américain Gutshot Straight avec George Eads, Stephen Lang, Steven Seagal, Ted Levine réalisé par Justin Steele et distribué aux États-Unis par Lionsgate. En 2015, il écrit et produit la web-série Fatal Bazooka avec Michael Youn pour AXE.
En 2016, il crée et produit la série Like Me sur The Walt Disney Company France. La série est diffusée dans plusieurs pays et adaptée avec un nouveau casting en Italie sur Disney Channel Italia. Au total, la série compte plus de 52 épisodes (Saison 1 et 2).
En 2018, il produit et réalise les fictions de Jeff Panacloc (L'étrange Noel de Jeff Panacloc).
En 2019, il crée, écrit et produit la série 8h15 pour The Walt Disney Company France (tournage printemps 2019).
En 2019, il écrit, réalise et produit le court métrage en anglais Talk avec William Baldwin, Vanessa Guide, Tom Hudson. Il reçoit plusieurs récompenses à travers le monde.
En 2019, il réalise avec Pierre Palmade, Le Grand Restaurant 3, pour M6.
En 2020, il écrit, produit et réalise le film Connectés disponible sur Prime Video en novembre 2020.
En 2023, il produit le téléfilm humoristique L'Incroyable Embouteillage pour M6 dont il a l'idée originale avec David Charhon, qui l´écrit et le réalise.

### Vie privée
Depuis 2009, il est marié à la journaliste de télévision Marie-Ange Casalta. Ensemble, ils ont un fils né en 2014, et un autre né le 26 aout 2016.

## Filmographie sélective
Sauf indication contraire, les informations mentionnées dans cette section peuvent être confirmées par la base de données cinématographiques IMDb,  présente dans la section « Liens externes ».

### Réalisateur
- 2018 : Like Me : La fête interdite (téléfilm)
- 2018 : L'étrange Noël de Jeff Panacloc (téléfilm)
- 2019 : Talk (court métrage)
- 2020 : Connectés
- 2021 : Le Grand Restaurant : Réouverture après travaux
- 2022 : On the Line

### Scénariste
- 2005 : Bonne fête (série TV)
- 2009 : Bob Ghetto (série TV)
- 2012 : Disney Channel Party (téléfilm) de Richard Valverde
- 2012 : The Axe Boat (court métrage) de Stéphane Marelli
- 2013 : Rien ne bat un astronaute (court métrage) de Stéphane Marelli
- 2013 : My Last Chance (court métrage) de Stéphane Marelli
- 2013 : Y'a pas d'âge (série TV) - 1 épisode
- 2013-2014 : Mère et Fille (série TV) - 44 épisodes
- 2015 : Less Is More (mini-série TV)
- 2016 : Mère et Fille : California Dream (téléfilm) de Stéphane Marelli
- 2016 : Like Me (série TV)
- 2017 : Like Me: Italy (série TV)
- 2017 : JuMo (série TV)
- 2019 : Talk (court métrage) de lui-même
- 2020 : Connectés de lui-même
- 2021 : Haters de Stéphane Marelli
- 2022 : On the Line de lui-même

### Producteur
- 2023 : L'Incroyable Embouteillage de David Charhon